# Upplands runinskrifter 573
Upplands runinskrifter 573 är en vikingatida runsten av ljusröd granit i Kragsta, Lohärads socken och Norrtälje kommun. Runstenen är 1,77 meter hög och 1 meter bred. Ristningen är djupt och kraftigt huggen och mycket tydlig.

## Inskriften
Translitterering av runraden:
alfkautr · (a)(u)(k) · uʀhtafr · lʀtu · rasa · stain · at · faþur · san · uʀiha ·
Normalisering till runsvenska:
Alfgautr ok Vigdiarfʀ letu ræisa stæin at faður sinn Viga.
Översättning till nusvenska:
Alvgöt och Vigdjärv läto resa stenen efter sin fader Vige.